# Bartholomäus Ziegenbalg
Bartholomäus Ziegenbalg (10. juli 1682 Pulsnitz, Tyskland – 23. februar 1719 Trankebar, Indien) var en tysk missionær, der blev sendt til Indien af den danske kong Frederik 4.

## Missionsarbejder
Til den danske koloni Trankebar i Indien udsendte kongen (Frederik 4.) i 1705 tyskeren Ziegenbalg som missionær. Til varetagelse af dette initiativ, som var den første organiserede mission fra en luthersk kirke, dannedes i 1714 Missionskollegiet, Collegium de cursu evangelii promovendo.
Ziegenbalg måtte arbejde under stor modstand fra Det Ostindiske Kompagni, der som de øvrige handelskompagnier i de forskellige europæiske landes kolonier mente, at det var bedst for profitten at undlade at blande sig i den lokale kultur og religion.
Ziegenbalg forsøgte at skabe en kristendom i indisk dragt. Men han måtte for overhovedet at få arbejdsmuligheder lade sig presse til at klæde sig europæisk (og bruge paryk!).
Der blev bygget kirke i en indisk præget arkitektur.
I 1733 blev den første inder ordineret til præst.